# داتوبوتاماب ديروكستيكان
داتوبوتاماب ديروكستيكان هو دواء مكون من قرين جسم مضاد-دواء يستخدم في علاج أنواع معينة من السرطان، حصل على ترخيص وكالة الدواء والغذاء الأمريكية في يناير 2025.